# Modanatura

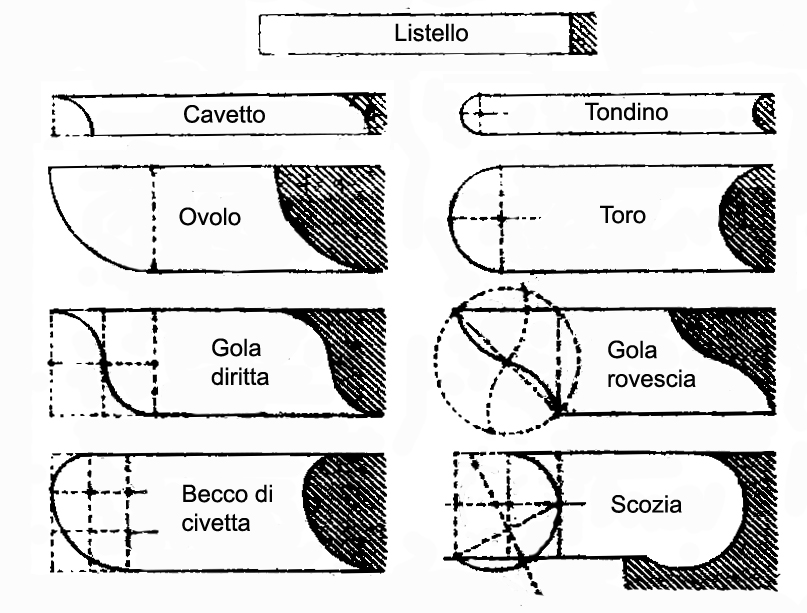
Modanature lisce (dalla tav.29 del libro Le Regole de' cinque Ordini di Architettura Civile del Vignola (vedi anche qui)

Una modanatura è una fascia sagomata secondo un profilo geometrico, continuo per tutta la sua lunghezza, che si trova nel mobilio o nella decorazione architettonica, con la funzione decorativa di sottolineare la suddivisione in parti dell'oggetto, oppure di mediare il passaggio tra due superfici disposte ad angolo, per esempio per le parti sporgenti.
Le modanature possono essere lisce oppure essere intagliate con decorazioni, prevalentemente motivi vegetali stilizzati o geometrici.
Il loro uso combinato in assemblaggi, più o meno canonici, caratterizza le varie parti degli ordini architettonici e in particolare fregi, trabeazioni, cornici, basi delle colonne.
A parte lo scopo originario, vi sono altre tipologie di modanature.

## Modanature lisce

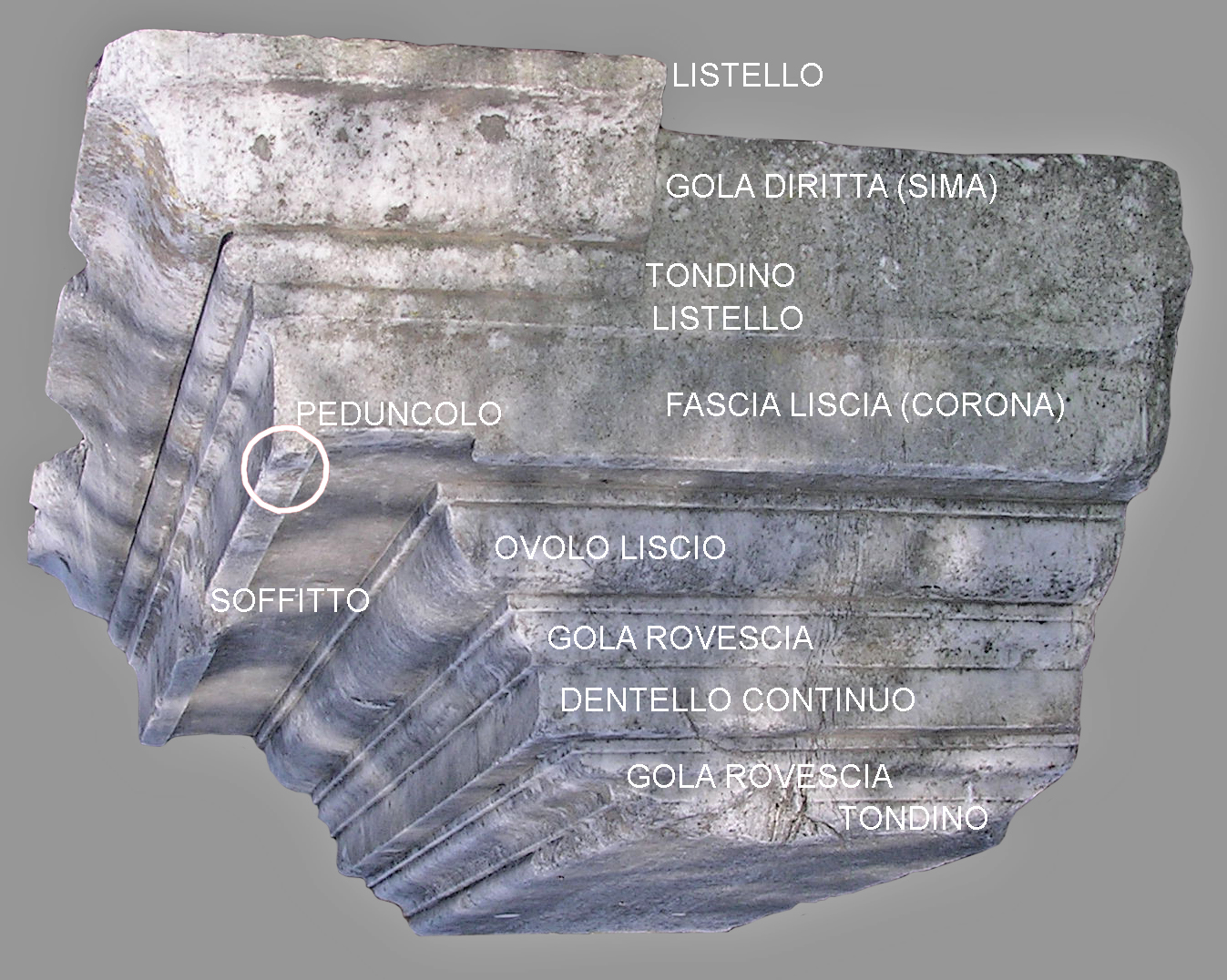
Cornice liscia di età romana da Ostia antica, con i nomi delle modanature lisce

Le modanature lisce assumono nomi diversi a seconda del loro profilo:

### Profili rettilinei
- Listello: un sottile elemento di separazione con una superficie rettilinea verticale e una orizzontale, in genere di profilo tendente al quadrato, che media tra una modanatura più sporgente e una meno sporgente.
- Dentello continuo: una modanatura con una superficie rettilinea verticale ed una orizzontale, con profilo quadrangolare, spesso rettangolare. Si tratta, infatti, del profilo sul quale vengono solitamente intagliati i dentelli.
- Fascia: una superficie rettilinea verticale di limitata sporgenza in proporzione alla sua altezza. Casi particolari di fasce sono, oltre alle "fasce" dell'architrave, la "corona" della cornice o il "fregio".
- Viene inoltre chiamato gradino lo stacco di piani tra superficie più sporgente e un'altra realizzato mediante una brevissima superficie orizzontale.

### Profili curvilinei semplici
- Tondino: elemento di separazione con profilo a semicerchio convesso (detto anche astragalo o più correttamente astragalo liscio.
- Toro (in latino torus): modanatura con lo stesso profilo del tondino (a semicerchio convesso), ma di maggiori proporzioni (rispetto alle altre modanature)
- Scozia (in latino scotia): modanatura a semicerchio o tre quarti di cerchio concava (detta anche trochilo).
- Ovolo liscio: modanatura con profilo a quarto di cerchio convesso, propria anche dell'echino dei capitelli dorici o ionici (o "tazza" secondo i trattatisti rinascimentali)
- Cavetto: modanatura con profilo a quarto di cerchio concavo, conosciuta anche come guscio.

### Profili curvilinei complessi
- Gola diritta: profilo ad S disposto obliquamente, con curva concava nella parte sporgente e curva convessa nella parte rientrante.
- Gola rovescia: all'opposto che nella gola diritta, profilo ad S con curva convessa nella parte sporgente e curva concava nella parte rientrante.
- Becco di civetta: profilo convesso costituito dalla composizione di archi di cerchi di raggio diverso.

## Modanature decorate
Sui profili delle modanature lisce possono venire quindi intagliate delle decorazioni stilizzate, elaborate sin dalle origini dell'architettura greca e da qui passate in seguito a quella romana e in quella delle epoche successive. Le varie modanature decorate prendono il nome dai motivi decorativi, che continuano ad essere ripetuti nei secoli con piccole varianti.

### Decorazioni canoniche

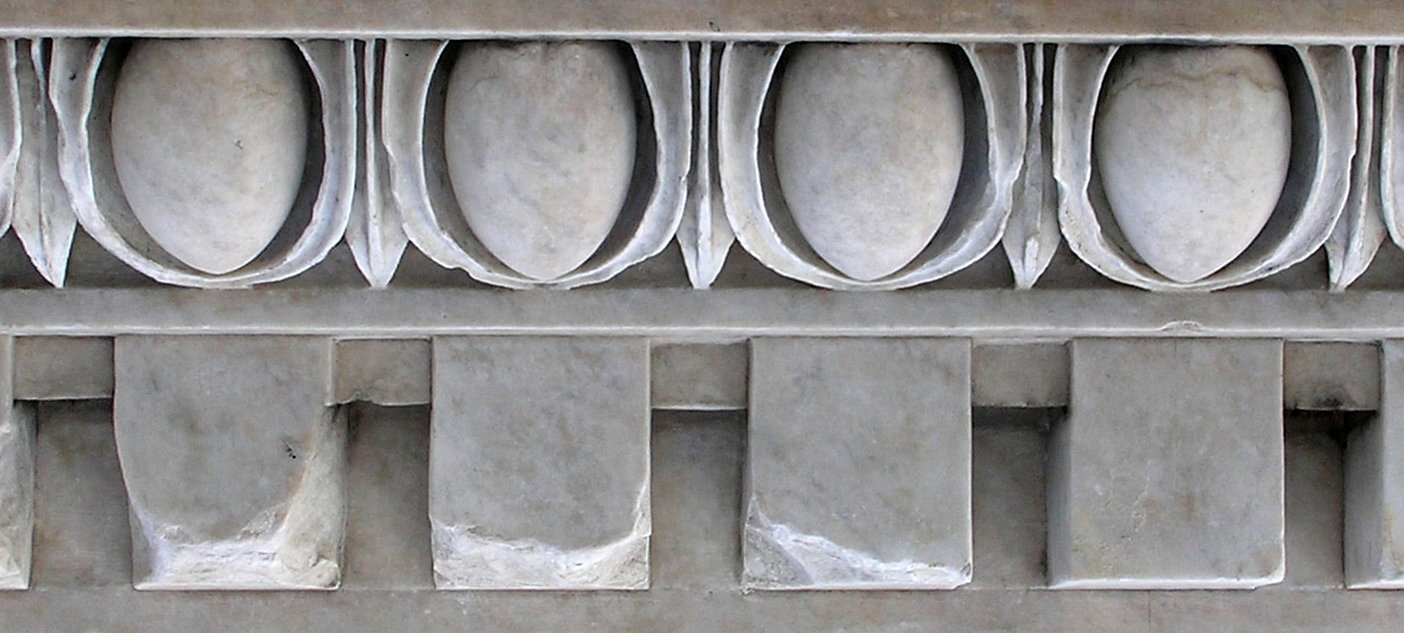
Kyma ionico con lancette tra gli ovoli, e dentelli con sbarrette negli spazi intermedi; modanature separate da un listello su una cornice del Foro di Traiano a Roma
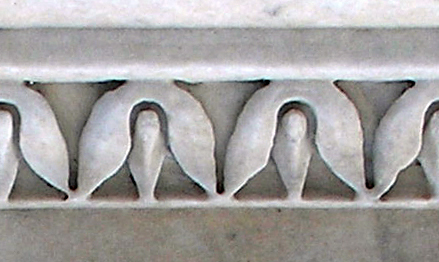
Kyma lesbio continuo sormontato da un listello in una cornice del Foro di Traiano a Roma
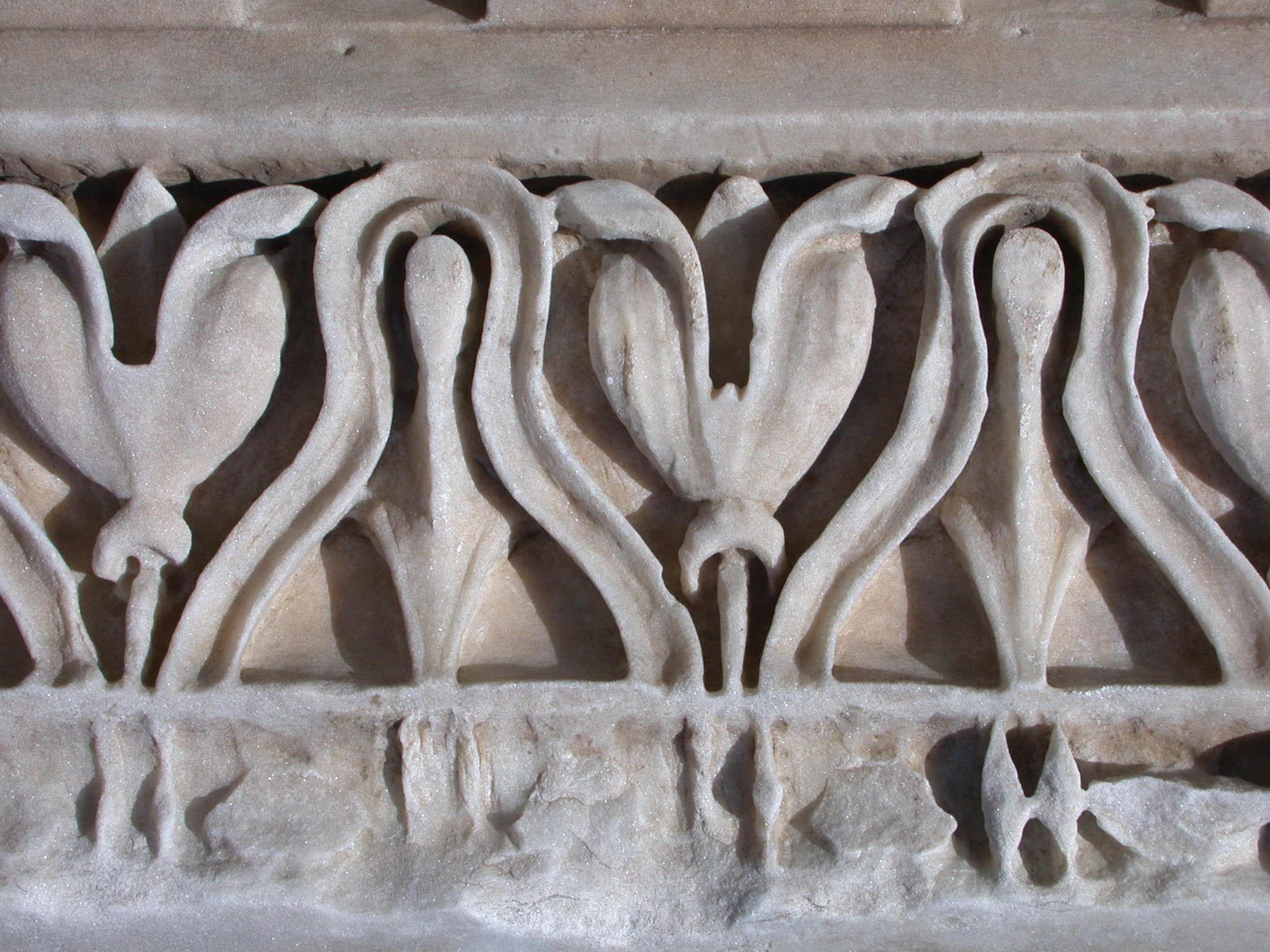
Kyma lesbio trilobato tra un listello soprastante e un astragalo a fusarole e perline sottostante (non ben conservato): particolare di una cornice del Foro di Traiano a Roma.

- Dentelli: decorazione intagliata su dentello continuo e costituita da una serie di parallelepipedi separati da spazi vuoti, spesso occupati superiormente da una "sbarretta" o da motivi più elaborati.
- Kyma ionico: decorazione intagliata su ovolo liscio, costituita da elementi di forma genericamente "a uovo" (ovolo), circondati su tre lati da uno "sguscio" e separati da "lancette" o "freccette".
- Kyma lesbio continuo: decorazione intagliata su gola rovescia o diritta, o su cavetto, costituita da "archetti" che contengono un elemento interno lanceolato o altri motivi più elaborati. Nelle numerose varianti possono presentarsi con spazi intermedi riempiti ("kyma lesbio continuo seminaturalistico"), rovesciati ("kyma lesbio continuo rovesciato") o ancora con gli archetti trasformati in foglie d'acanto ("kyma lesbio continuo vegetalizzato").
- Kyma lesbio trilobato: decorazione intagliata in genere su gola rovescia, costituita da archetti, più sottili e con parte superiore (lobo) sporgente, occupati all'interno, come nel kyma lesbio continuo da elementi interni lanceolati o più elaborati. Tra gli archetti si trova un "fiore", spesso su un sottile stelo.
- Astragalo a fusarole e perline: decorazione intagliata in genere su tondino, costituita da un'alternanza di elementi allungati ("perline") e coppie di elementi più corti ("fusarole"). Esiste anche la variante con elementi sferici tutti uguali ("astragalo a sole perline").

### Decorazioni non canoniche
- Anthemion: decorazione intagliata su gola o su cavetto, ma anche presente come motivo vegetale di fregi. Il motivo si origina da tralci ad S, che possono avere andamento orizzontale od obliquo, simmetricamente contrapposti, dall'unione delle cui spirali terminali nascono calici, palmette ed altri motivi vegetali. I tralci possono essere trasformati in foglie d'acanto e possono essere inseriti elementi aggiuntivi anche figurati, con molte possibili varianti.
- Baccellature: decorazione intagliata su fascia o cavetto. Il motivo è costituito da elementi verticali concavi accostati, terminanti ad arco superiormente.
- Kyma di foglie: decorazione intagliata su gola o cavetto. Si tratta di un'alternanza di foglie in primo e in secondo piano, lisce o d'acanto. Può essere anche rovescia (in tal caso a volte le foglie in secondo piano sono poco visibili o rimpiazzate da ghiande. Può presentare anche altri motivi alternati alle foglie e anche fondersi con un motivo ad anthemion.
- Kyma di cime di foglie (in tedesco "Spitzenstab"): la denominazione è ripresa da quella in uso nel tedesco, anche se la traduzione italiana non è ugualmente diffusa. Si tratta di una decorazione intagliata su tondino, costituita da una successione di piccole fogliette triangolari rovesciate.
- Motivo a corda: decorazione intagliata su tondino. Come dice il nome è l'imitazione di una corda intrecciata, costituita da una serie di tratti obliqui. Spesso il motivo cambia direzione al centro.
- Motivo a treccia: decorazione intagliata su superfici leggermente convesse, come i lacunari sul soffitto degli architravi, o i tori delle basi. Si tratta di nastri concavi che si intrecciano, con bottoni lisci negli spazi intermedi. La treccia può essere semplice o doppia. Anche questo motivo può cambiare direzione al centro.
- Ghirlanda: decorazione intagliata su superfici leggermente convesse, come il motivo a treccia: consiste in una serie di foglie sovrapposte in file alternate, che possono richiamare quelle di alloro, di quercia, ecc., alternate a bacche (per l'alloro) o ghiande (per le foglie di quercia). Può cambiare direzione al centro.
- Motivo a squame: decorazione intagliata in genere su superfici rettilinee, che consiste in una serie di piatte foglie sovrapposte a file alternate.
- Meandro: decorazione intagliata in genere su superfici rettilinee, che consiste in un intreccio di listelli diritti.
- Can corrente (o Onda continua): decorazione intagliata in genere su superfici rettilinee, che consiste in una serie di piatte onde di profilo, terminanti in riccioli, che si susseguono in serie continua. Può cambiare direzione al centro.

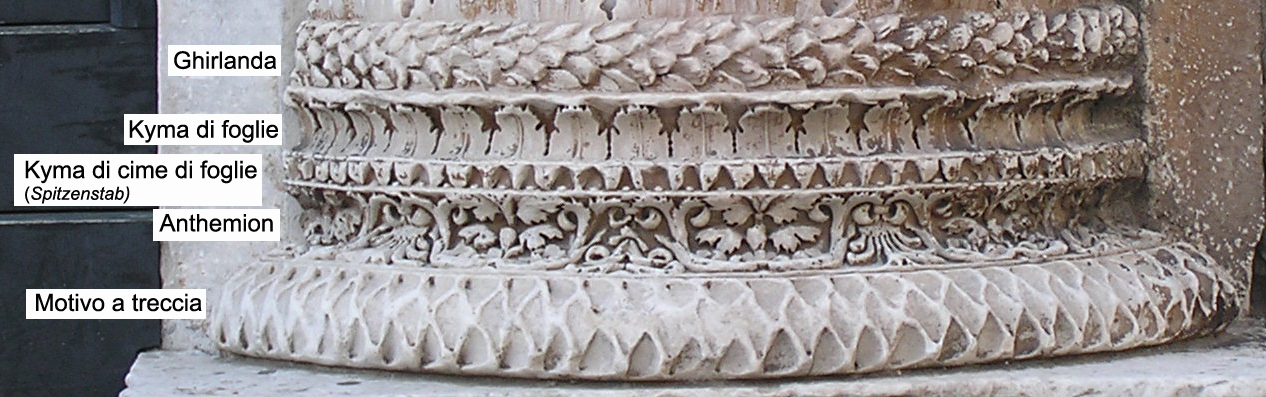
Alcune modanature decorate non canoniche presenti su una base reimpiegata nel Battistero Lateranense, proveniente dal Foro di Cesare, a Roma
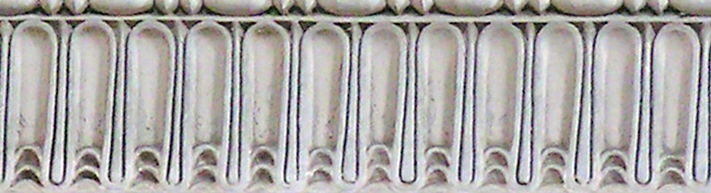
Baccellature sulla fascia superiore di un architrave reimpiegato nel Battistero Lateranense a Roma
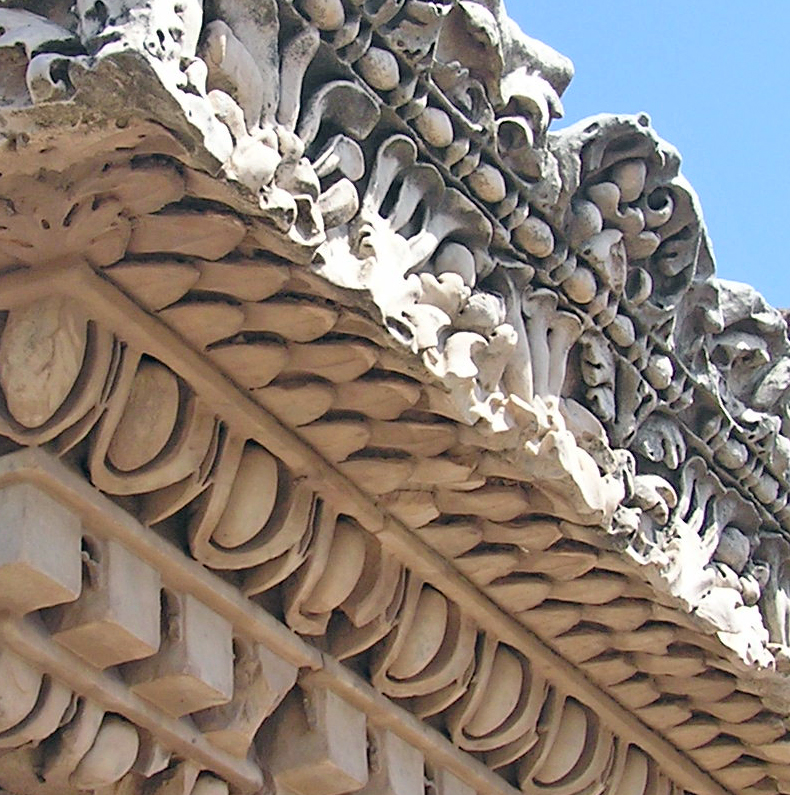
Modanature decorate in una cornice del palazzo dei Flavi sul Palatino, a Roma (soffitto della cornice decorato con motivo a squame)
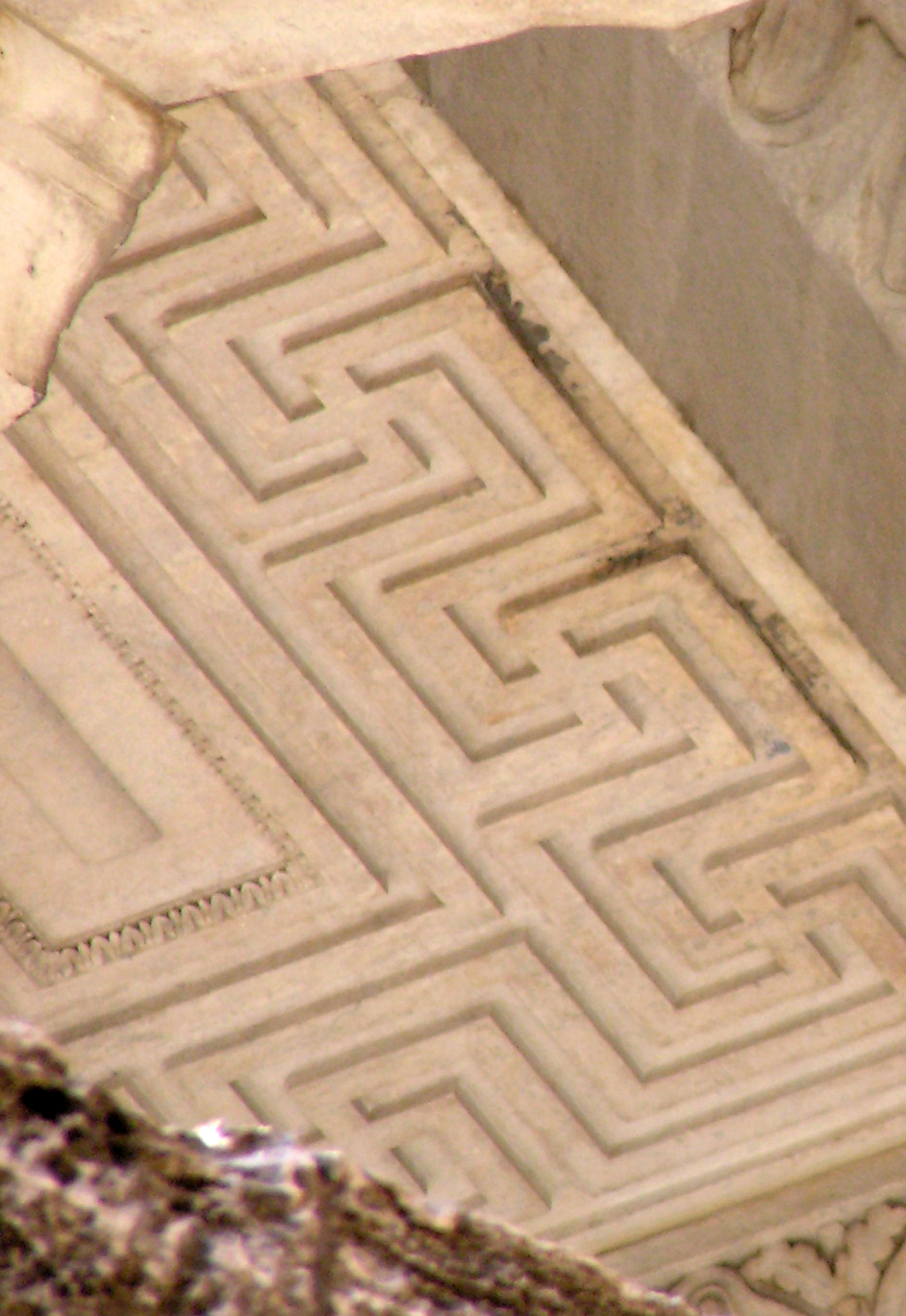
Meandro sul soffitto della peristasi del tempio di Marte Ultore nel Foro di Augusto a Roma
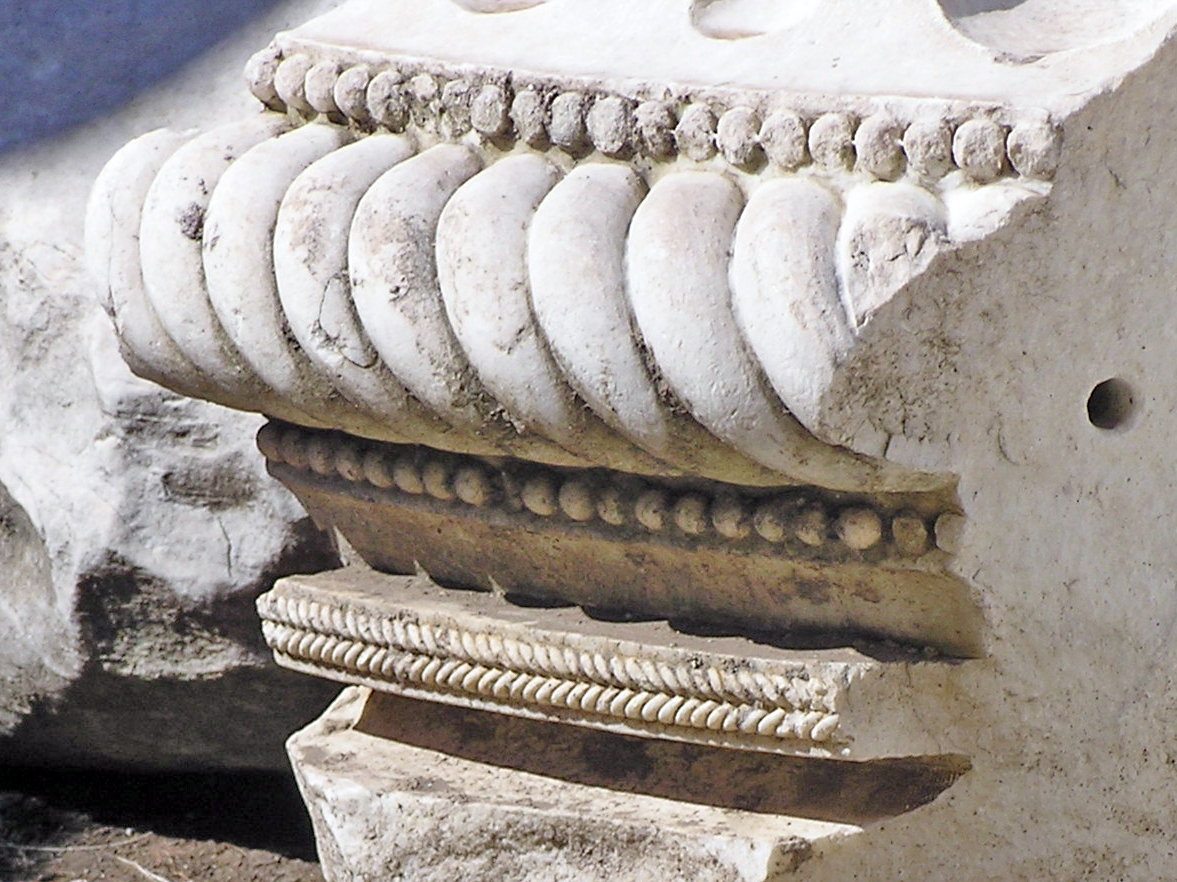
Motivo a corda sul toro superiore e sui tondini tra le due scozie in un frammento di base composita decorata del tempio di Apollo Sosiano a Roma.
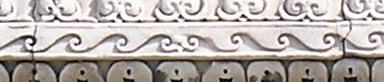
"Can corrente" o Onda continua sull'incorniciatura di un pannello con decorazione vegetale, attualmente presso la Basilica Emilia nel Foro Romano a Roma

## Altre applicazioni
Le modanature trovano applicazione anche al di fuori del loro originario scopo. Ad esempio:
- veicoli: trattasi di profili o lamine in vari materiali che si montano sui mezzi di trasporto. Ad esempio le classiche modanature laterali che si applicano sulle portiere della automobili sia come protezioni che come abbellimento. Quando sono cromate e inserite nei passaruota oppure nei paraurti allora sono principalmente elementi decorativi.
- elettrodomestici: qui le modanature possono avere sia scopo funzionale che estetico.